# Östtysklands herrlandslag i ishockey

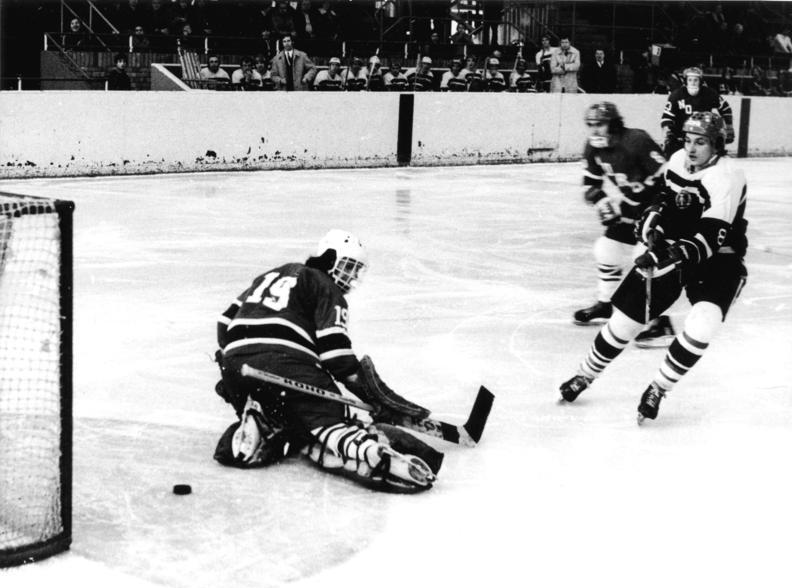
Ishockeylandskamp mellan Östtyskland och Norge (6-2) i Östberlin i mars 1974.

Östtysklands herrlandslag i ishockey representerade Östtyskland (DDR) i ishockey på herrsidan och spelade sin första match den 28 januari 1951 i dåvarande Östberlin och förlorade med 3-8 mot Polen.
Vid världsmästerskapet 1966 i Jugoslavien slutade Östtyskland på femte plats, och blev med detta bronsmedaljörer vid Europamästerskap et som avgjordes i samma turnering. Det östtyska landslaget pendlade i regel mellan A- och B-VM i ishockey, sista A-gruppsbesöket gjordes 1985. Laget deltog i OS en gång 1968 under eget namn. 1956, 1960 och 1964 deltog man som gemensamt väst- och östtyskt lag.
Den 8 april 1990 spelades vad som kom att bli den sista matchen, i Megève vid världsmästerskapets B-grupp, och förlorades med 2-3 mot Österrike. Den 3 oktober 1990 upplöstes Östtyskland, och gick samman med Västtyskland i ett återförenat Tyskland.

## VM-statistik

### 1956-1990
| VM-Turneringar | Matcher | Segrar | Oavgjorda | Förluster | Gjorda mål | Insläppta mål | Poäng |
| -------------- | ------- | ------ | --------- | --------- | ---------- | ------------- | ----- |
| A-VM           | 103     | 23     | 10        | 70        | 232        | 579           | 56    |
| B-VM           | 92      | 65     | 6         | 21        | 535        | 280           | 130   |
| C-VM           | 0       | 0      | 0         | 0         | 0          | 0             | 0     |
| D-VM           | 0       | 0      | 0         | 0         | 0          | 0             | 0     |